# Royal Maundy

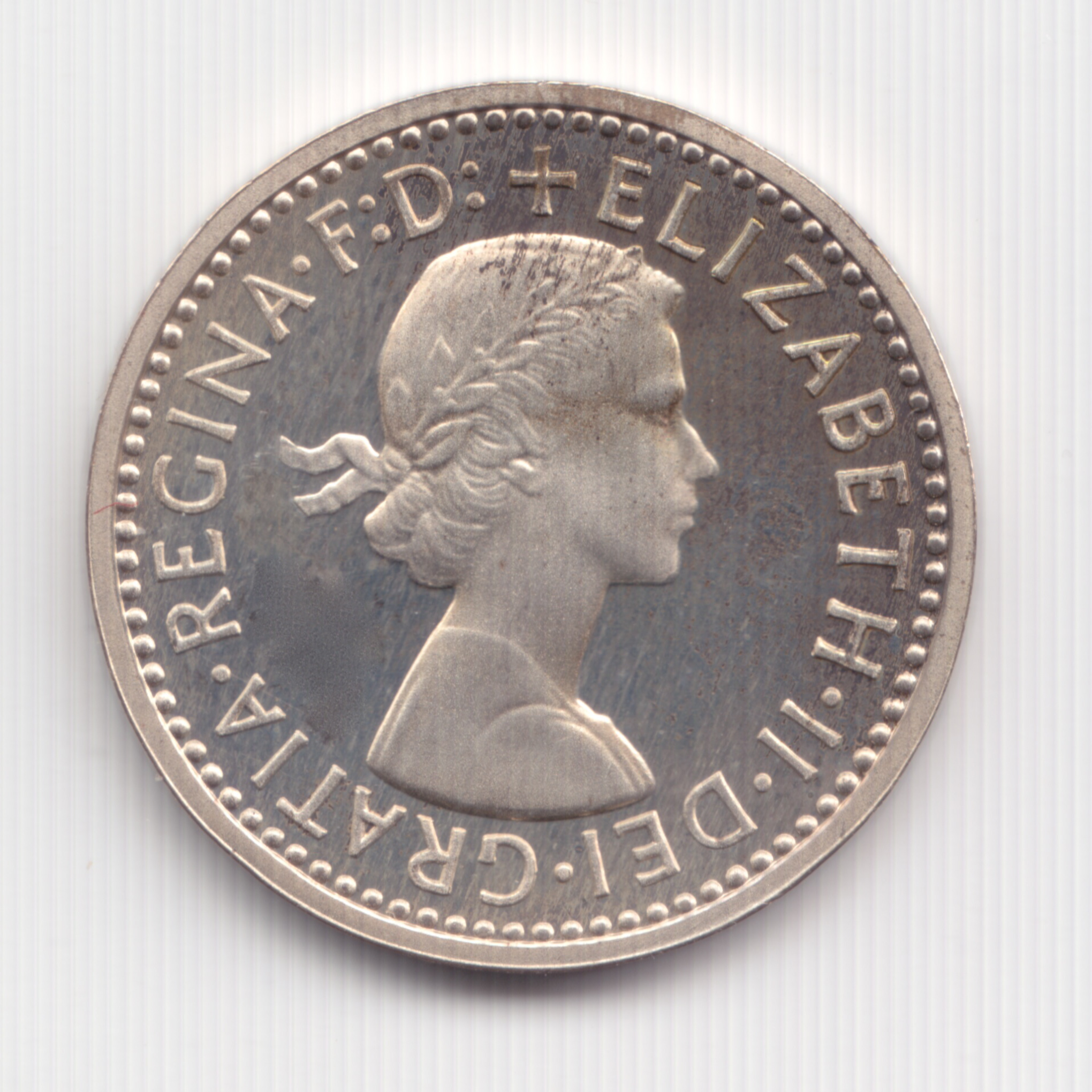
Moneta Maundy Money (z 1982 roku) z wizerunkiem Elżbiety II z czasów koronacji

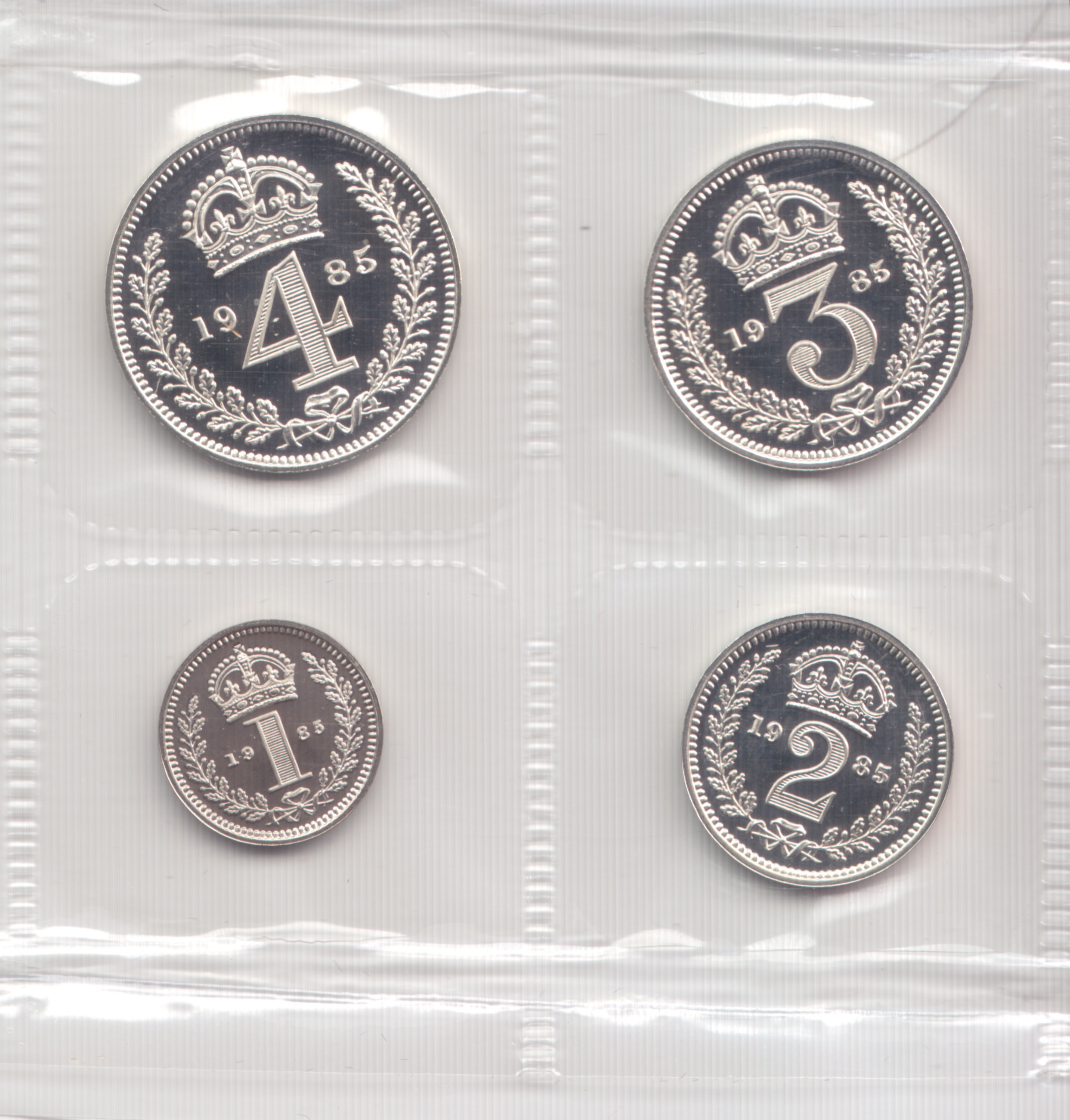
Maundy Money o nominale 1, 2, 3, 4 pensów

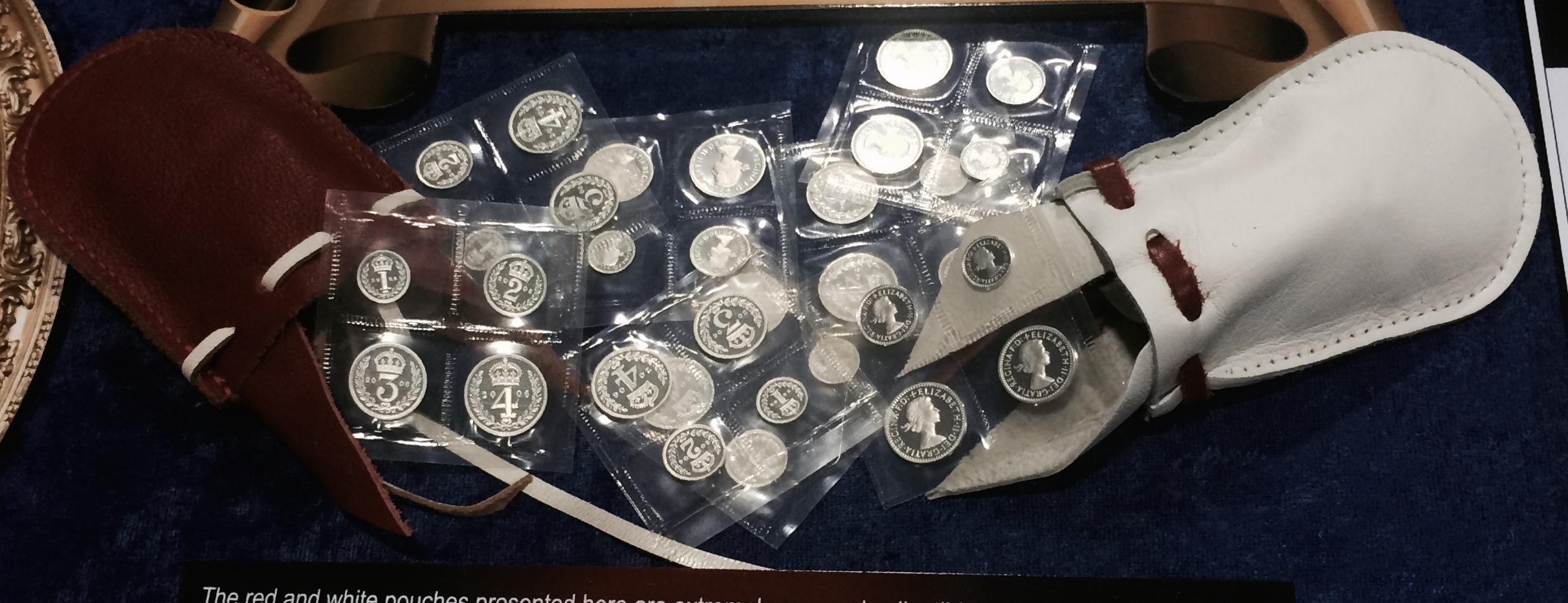
Monety i sakiewki rozdawane w czasie ceremonii w 2006 roku

Royal Maundy – nabożeństwo odprawiane w Wielkiej Brytanii w Wielki Czwartek z udziałem brytyjskiego monarchy, podczas którego daje on osobom starszym symboliczną jałmużnę.

## Przebieg
W nabożeństwie biorą udział osoby starsze z Wielkiej Brytanii. Po nabożeństwie monarcha brytyjski rozdaje starszym kobietom i mężczyznom, wskazanym przez poddanych – monety w nagrodę za prace społeczne. Zarówno kobiet jak i mężczyzn jest tyle, ile monarcha ma lat. Monety są w skórzanych woreczkach o kolorze czerwonym i białym. W woreczku białym są 2 monety o nominale 1, 2, 3, 4 pensów, których wartość równa się wiekowi monarchy. W czerwonym woreczku znajdują się monety okazjonalne, wybite na okazje specjalne (jedna o nominale 5 funtów, a druga 50 pensów). Wizerunek Elżbiety II na monetach rozdawanych podczas jałmużny (tzw. Maundy Money) jest taki jak na monetach z czasu koronacji z 1953 roku, mimo tego że wizerunek Elżbiety II na monetach obiegowych zmieniał się 3 razy.
Nabożeństwo rozpoczyna się czytaniem rozdziału 13 Ewangelii Jana, drugie czytanie zaczerpnięte jest z rozdziału 25 Ewangelii Mateusza opisującego Sąd Ostateczny. Królowa rozdaje połowie zebranym podarunki po pierwszym czytaniu i drugiej połowie po drugim. Podczas rozdawania monet śpiewane są przez lokalny chór 2 pieśni pochwalne na cześć królowej: hymn koronacyjny autorstwa Georga Friedricha Händla Zadok the Priest oraz God Save the Queen. Na koniec trwającego około godziny nabożeństwa królowa wraz z biskupami otrzymuje kwiaty.

## Historia
W czasach średniowiecznych istniał zwyczaj obmywania przez monarchę nóg poddanych i obdarowywania ich, jednak obmywania zaniechano w 1688 roku. W XV wieku król Henryk IV ustanowił zasadę, że poddani dostają podarki o wartości wynoszącej tyle samo, ile monarcha ma lat. Uroczystość Royal Maundy miała miejsce zawsze w Opactwie Westminsterskim. Królowa Elżbieta II na początku swojego panowania ustanowiła zasadę, że ceremonia odbywać się będzie w różnych katedrach lub opactwach Anglii.
Od 1952 roku Royal Maundy odbywało się w następujących świątyniach:
| 1952 | Westminster Abbey |
| 1953 | St Paul’s Cathedral |
| 1954 | Westminster Abbey (Królową reprezentował Lord High Almoner ponieważ była wtedy w podróży po krajach Wspólnoty Narodów) |
| 1955 | Southwark Cathedral |
| 1956 | Westminster Abbey |
| 1957 | St Albans Abbey |
| 1958 | Westminster Abbey |
| 1959 | St George’s Chapel, Windsor                                                                                            |
| 1960 | Westminster Abbey (Królową reprezentowała Królowa Matka ponieważ było to niedługo po urodzinach księcia Andrzeja)      |
| 1961 | Rochester Cathedral |
| 1962 | Westminster Abbey |
| 1963 | Chelmsford Cathedral                                                                                                   |
| 1964 | Westminster Abbey (Królową reprezentowała księżniczka Maria ponieważ było to niedługo po narodzinach księcia Edwarda)  |
| 1965 | Canterbury Cathedral                                                                                                   |
| 1966 | Westminster Abbey |
| 1967 | Durham Cathedral |
| 1968 | Westminster Abbey |
| 1969 | Selby Abbey |
| 1970 | Westminster Abbey (Królową reprezentowała Królowa Matka ponieważ odbywała podróż zagraniczną w Nowej Zelandii)         |
| 1971 | Tewkesbury Abbey |
| 1972 | York Minster |
| 1973 | Westminster Abbey |
| 1974 | Salisbury Cathedral |
| 1975 | Peterborough Cathedral                                                                                                 |
| 1976 | Hereford Cathedral |
| 1977 | Westminster Abbey |
| 1978 | Carlisle Cathedral |
| 1979 | Winchester Cathedral                                                                                                   |
| 1980 | Worcester Cathedral |
| 1981 | Westminster Abbey |
| 1982 | St David's Cathedral, Dyfed                                                                                            |
| 1983 | Exeter Cathedral |
| 1984 | Southwell Minster |
| 1985 | Ripon Cathedral |
| 1986 | Chichester Cathedral                                                                                                   |
| 1987 | Ely Cathedral |
| 1988 | Lichfield Cathedral |
| 1989 | Birmingham Cathedral                                                                                                   |
| 1990 | Newcastle-upon-Tyne Cathedral                                                                                          |
| 1991 | Westminster Abbey |
| 1992 | Chester Cathedral |
| 1993 | Wells Cathedral |
| 1994 | Truro Cathedral |
| 1995 | Coventry Cathedral |
| 1996 | Norwich Cathedral |
| 1997 | Bradford Cathedral |
| 1998 | Portsmouth Cathedral                                                                                                   |
| 1999 | Bristol Cathedral |
| 2000 | Lincoln Cathedral |
| 2001 | Westminster Abbey |
| 2002 | Canterbury Cathedral                                                                                                   |
| 2003 | Gloucester Cathedral                                                                                                   |
| 2004 | Liverpool Cathedral |
| 2005 | Wakefield Cathedral |
| 2006 | Guildford Cathedral |
| 2007 | Manchester Cathedral                                                                                                   |
| 2008 | St. Patrick’s Church of Ireland Cathedral, Armagh                                                                      |
| 2009 | St Edmundsbury Cathedral, Bury St Edmunds                                                                              |
| 2010 | Derby Cathedral |
| 2011 | Westminster Abbey |
| 2012 | York Minster |
| 2013 | Christ Church Cathedral in Oxford                                                                                      |
| 2014 | Blackburn Cathedral |
| 2015 | Cathedral Church of St Marie, Sheffield                                                                                |